# Нугр
Нугр (рос. Нугрь) — річка в Росії, Орловська область. Гирло річки знаходиться в 1281 км по лівому березі річки Ока. Довжина річки становить 100 км, площа водозбірного басейну 1540 км.
Виток розташований у Хотинецькому районі на північному заході області. Напрямок русла на північний схід від витоку. На річці розташоване місто Болхов.
Гирло розташоване на межі з Тульською областю, поблизу Крутогір'я. Річка тече по горбистому ландшафту Середньоруської височини, у верхній течії від витоку до села Знам'янське берега піщано-глинисті, нижче — рельєф складений з вапняків.
Середній ухил 0,477 м/км, висота гирла 132 метри над рівнем моря.
На річці Нугр у сіл Пальчикове й Курасове виявлені кременеві знаряддя доби палеоліта.